# Lucas Pohle
Lucas Pohle (* 1986 in Ebersbach/Sa.) ist ein deutscher Organist und Dirigent. Seit April 2021 ist er Professor an der Hochschule für evangelische Kirchenmusik Bayreuth. Zuvor war er seit März 2020 Kantor und Organist der Nikolaikirche zu Leipzig.

## Leben
Lucas Pohle bekam seine erste musikalische Ausbildung bei KMD Johannes Arnold in seinem Heimatort. Er absolvierte von 2004 bis 2008 an der Hochschule für Kirchenmusik Dresden sein Studium zum B-Kirchenmusiker (Orgel: Martin Strohhäcker), das er mit Auszeichnung abschloss. Von 2008 bis 2010 folgte sein Masterstudium an der Universität der Künste (UdK) Berlin (Orgel: Paolo Crivellaro, Improvisation: Wolfgang Seifen), an dessen Abschluss sich ebenfalls an der UdK die Studiengänge Konzertexamen Orgelliteraturspiel (2012, Leo van Doeselaar) sowie Konzertexamen Orgelimprovisation (2013, Wolfgang Seifen) anschlossen. Ein Aufbaustudium Cembalo 2014–2015 bei Raphael Alpermann an der Hochschule für Kirchenmusik Dresden ergänzte Pohles Werdegang als Musiker.
Pohle ist Stipendiat der Gottfried-Silbermann-Gesellschaft Freiberg und Preisträger der internationalen Orgelwettbewerbe in Rumia und Korschenbroich. 2012 errang er den 3. Preis sowie den Publikumspreis beim Orgelwettbewerb des Fugato-Festivals Bad Homburg. Weitere Impulse erhielt er in Meisterkursen bei Jon Laukvik, Wolfgang Zerer, Ben van Oosten, Olivier Latry, Jaroslav Tůma, Pieter van Dijk und Martin Schmeding.
Als Solist oder als Continuo-Organist etwa der Cappella Sagittariana Dresden oder des Dresdner Barockorchesters wirkte Lucas Pohle bei Konzerten im In- und Ausland mit. Auch war er an verschiedenen CD- und Rundfunk-Aufnahmen beteiligt.
Ab 2010 wirkte Lucas Pohle als Kantor in Crostau, Kirschau und Schirgiswalde. In Crostau führte er die seit den 1960er Jahren etablierte Konzertreihe an der Silbermann-Orgel von 1732 fort und war Initiator und Verantwortlicher der Restaurierung dieser Orgel im Jahr 2016. Auch war er als Lehrbeauftragter tätig, sowohl für Orgel-Literaturspiel und -Improvisation an der Kirchenmusikhochschule Dresden als auch für Generalbass an der Hochschule für Musik Carl Maria von Weber Dresden.
Im März 2020 wurde Lucas Pohle als Nachfolger von Jürgen Wolf zum Nikolaikantor berufen.
Seit April 2021 ist Lucas Pohle als Professor für Orgel-Literaturspiel und Improvisation an der Hochschule für evangelische Kirchenmusik Bayreuth tätig – als Nachfolger von Mareile Krumbholz.

## Publikationen

### Tonträger
- Weihnachten bei Silbermann – A Silbermann Christmas. Lucas Pohle, Silbermann-Orgel Crostau, Crostauer Kurrende. Rondeau Production, 2020.[7]
- Concerti per Organo – Organ Concertos of the 18th Century at the Silbermann Organ Crostau. Lucas Pohle, Dresdner Barockorchester. Rondeau Production, 2019.[8]
- „Denn Silbermann wird aus dem Werck erkennt“. Lucas Pohle, Britta Schwarz, Luise Haugk, Dresdner Barockorchester. Rondeau Production, 2018[9]

### Schriften
- Orgelrestaurierung 2016 – Festschrift zur Wiedereinweihung der Silbermann-Orgel Crostau. (Ko-Redaktion)[10]